# 3i
3i Group plc è un'azienda multinazionale di private equity e venture capital con sede a Londra, nel Regno Unito. 3i è quotata alla Borsa di Londra ed fa parte dell'indice FTSE 100. Nel 2017 l'azienda aveva un reddito operativo aziendale di 1524 milioni di sterline, con un reddito netto di 1625 milioni di sterline e un numero di dipendenti pari a 281.

## Storia
La società è stata fondata nel 1945, dalla Industrial and Commercial Finance Corporation (ICFC), dalla Banca d'Inghilterra e dalle principali banche britanniche per fornire finanziamenti di investimento a lungo termine per le piccole e medie imprese. La sua fondazione fu ispirata dal Comitato Macmillan, dando un nuovo impulso nell'era del dopoguerra, con le piccole imprese che affrontarono una lacuna nella finanza aziendale disponibile a causa delle banche non disposte a fornire capitale a lungo termine e delle società troppo piccole per raccogliere capitali dai mercati pubblici.
Durante gli anni '50 e '60, e in particolare dopo il 1959, quando le banche azioniste consentirono di raccogliere fondi esterni, ICFC si espanse fino a diventare il principale fornitore di capitale di crescita per le società non quotate in borsa nel Regno Unito. Nel 1973 l'ICFC acquisì Finance Corporation for Industry, una società consorella anch'essa fondata nel 1945 che si occupava di finanza per le grandi aziende e il gruppo nascente fu ribattezzata Finance for Industry (FFI). Negli anni '80, FFI è diventata un fornitore di finanziamenti per acquisizioni da parte del management e ampliato a livello internazionale. Nel 1983 la compagnia fu ribattezzata Investors in Industry (III), comunemente nota come 3i.
Il 3i Group è stato creato nel 1987 quando le banche hanno venduto le loro partecipazioni per formare una società per azioni. Nel 1994 la società è stata quotata alla Borsa di Londra con una capitalizzazione di mercato di 1,5 miliardi di sterline.